# Hypercalymnia
Hypercalymnia là một chi bướm đêm thuộc họ Noctuidae.